# Scopa
Scopa – miejscowość i gmina we Włoszech, w regionie Piemont, w prowincji Vercelli, w dolinie Valsesia w Alpach Pennińskich.
Według danych na rok 2004 gminę zamieszkiwało 371 osób, 16,9 os./km².